# Wolfgang Einsiedler
Wolfgang Einsiedler (* 11. Mai 1945 in Aitrang; † 21. Februar 2019 in Schwabach) war ein deutscher Grundschuldidaktiker und empirischer Bildungsforscher. Von 1981 bis 2005 war er Lehrstuhlinhaber für Grundschulpädagogik und -didaktik an der Friedrich-Alexander-Universität Erlangen-Nürnberg.

## Werdegang
Nach dem Besuch der Grundschule und des Carl-von-Linde-Gymnasium in Kempten (Allgäu) absolvierte Einsiedler ein Lehramtsstudium an der Pädagogischen Hochschule Augsburg und arbeitete nach erfolgreichem Abschluss als Lehrer in Heising. Daran schloss er ein Promotionsstudium mit den Fächern Pädagogik, Psychologie und Soziologie an der Universität München an und promovierte 1975. Anschließend arbeitete er als wissenschaftlicher Mitarbeiter und als Dozent an den Universitäten in Augsburg und München. 1978 wurde er von der Universität Hannover auf einen Lehrstuhl für Schulpädagogik berufen. Von 1981 bis zur Emeritierung 2005 war er Lehrstuhlinhaber für Grundschulpädagogik und Grundschuldidaktik und Leiter des Instituts für Grundschulforschung an der Universität Erlangen-Nürnberg.
In Nürnberg hatte Wolfgang Einsiedler folgende Arbeitsschwerpunkte: Empirische Forschung zu Unterrichtsmethoden (u. a. quasi-experimentelle Studien zu Wissensrepräsentation), entwicklungspsychologische Forschung zum Kinderspiel (u. a. Phantasiespiel unter Varianten von Spielzeug, Einfluss des Spielens auf Lernen), Forschung zu Erstlesekonzepten (Phonologische Bewusstheit, Entwicklung von Diagnose- und Trainingsmaterialien), Sachunterricht der Grundschule, Forschungszusammenfassungen und Begutachtungen für Fachzeitschriften, Kultusministerien, Bund-Länder-Kommission für Bildungsplanung und Forschungsförderung, Bildungsberichte des Max-Planck-Institut für Bildungsforschung.
Buchveröffentlichungen erfolgten u. a. zu Schulpädagogik, Unterrichtsfaktoren, Lehrmethoden, Konzeptionen der Grundschule, Kinderspiel, Didaktische Entwicklungsforschung, Geschichte der Grundschulpädagogik.

## Schriften
- Lehrstrategien und Lernerfolg. Eine Untersuchung zur lehrziel- und schülerorientierten Unterrichtsforschung. Weinheim/ Basel 1976, ISBN 3-407-54027-2.
- Arbeitsformen im modernen Sachunterricht der Grundschule. Begründung, Beschreibung, Unterrichtsgestaltung. 7. Auflage. Donauwörth 1978, ISBN 3-403-00252-7.
- Lehrmethoden. Probleme und Ergebnisse der Lehrmethodenforschung. München u. a. 1981, ISBN 3-541-41411-1.
- Das Spiel der Kinder. Zur Pädagogik und Psychologie des Kinderspiels. 3. Auflage. Bad Heilbrunn 1999, ISBN 3-7815-0977-X.
- Unterrichtsentwicklung und Didaktische Entwicklungsforschung. Bad Heilbrunn 2011, ISBN 978-3-7815-1794-3.
- Standards und Forschungsstrategien in der empirischen Grundschulforschung. (zusammen mit Maria Fölling-Albers, Helga Kelle und Katrin Lohrmann). Münster 2013, ISBN 978-3-8309-2833-1.
- Handbuch Grundschulpädagogik und Grundschuldidaktik. (zus. m. Margarete Götz und Hartmut Hacker). 4., überarbeitete Auflage. UTB. ISBN 978-3-8252-8577-7.
- Geschichte der Grundschulpädagogik – Entwicklungen in Westdeutschland und in der DDR. Bad Heilbrunn 2015, ISBN 978-3-7815-2017-2.